# Дигао
Родриго Мануел Изексон дос Сантос Леите (порт. Rodrigo Manuel Izecson dos Santos Leite; Бразилија, 14. октобар 1985), познатији као Дигао (порт. Digão), бивши је бразилски фудбалер.
Након што је потписао уговор са Миланом као 19-годишњак, провео је неколико година на позајмицама у разним тимовима, углавном у Италији.
Његов старији брат је такође бивши фудбалер Рикардо Кака.